# Dibujantes por la Igualdad de Género

Dibujantes por la Igualdad de Género (Illustrators for Gender Equality) es una exposición internacional itinerante que nació en 2007 con el objetivo de promover la igualdad de género a través de la viñeta de opinión.
La muestra, que hasta la fecha ha visitado España, México, Suecia, Cuba y Singapur -siempre auspiciada por organizaciones pro-derechos de la mujer, asociaciones culturales, organismos gubernamentales y universidades-; recoge una selección de 30 artistas gráficos de 20 países en cuyos trabajos no han utilizado texto alguno con el fin de llegar al mayor número de personas independientemente del idioma que hablen.

## Tour

### 2007
- Sala Galileo, Madrid (España).
- Sala Latinarte, Madrid (España).
- Sala La Paloma, Madrid (España).
- Centro Juvenil Villa de Vallecas, Madrid (España).

### 2008
- Real Casa de Correos, Madrid (España).
- Palacio Museo del Estado de Oaxaca, Oaxaca (México).

### 2009
- UNAM (Universidad Autónoma de México), Méjico D.F. (México).
- Museo Regional de Colima, Colima (México).
- Francisco Velásquez, La Habana (Cuba).
- Universidad de Umeå, Umeå (Suecia).
- Galería Pintores, Cáceres (España).

### 2010
- Galería La Musa, Baracoa (Cuba).

### 2011
- Palacio de Justicia de Xalapa, Veracruz (México).

### 2012
- Palacio de Justicia de San Cristóbal de las Casas, Chiapas (México).
- Sede de los juzgados familiares, civiles y mercantiles del Poder Judicial del Estado de Yucatán, Yucatán (México).

### 2013
- The Arts House (Singapur)
- Palacio Ducal de Pastrana (España)

## Asesores
Edel Rodríguez, director de arte de la revista Time y creador de algunas de sus más famosas portadas y  Fernando Rubio, Jefe de Infografía de ABC y ex-dibujante de la revista Metal Hurlant.

## Dibujantes
Blasberg (Argentina); Tsocho Peev (Bulgaria); Huang kun,Yu liang, Ni Rong (China); Elena Ospina, Vladdo (Colombia); Oki (Costa Rica); Falco, Ares, Adán(Cuba); Pancho Cajas (Ecuador); Node, JRmora, Sex, Enio (España); Kimberly Gloria (Hong Kong); Victor Ndula (Kenia); Derkaoui (Marruecos); Boligán, Dario, Rocko (México); Tayo Fatunla (Nigeria); Firuz Kutal (Noruega); Kilia Llano (República Dominicana); Florian-Doru Crihana (Rumanía); Omar Zevallos (Perú); Doris (Polonia); Miel (Singapur); Enos (USA).